# Lagi Dyer
Lagi Dyer (16 aprile 1972) è un ex calciatore figiano, di ruolo attaccante.

## Carriera

### Nazionale
Ha debuttato in Nazionale il 15 maggio 2004, in Figi-Samoa Americane (11-0). Ha partecipato, con la Nazionale, alla Coppa delle nazioni oceaniane 2008. Ha collezionato in totale, con la maglia della Nazionale, 4 presenze.